# Lontov
Lontov – wieś (obec) na Słowacji położona w kraju nitrzańskim, w powiecie Levice. Pierwsze wzmianki o miejscowości pochodzą z roku 1236. 
Według danych z dnia 31 grudnia 2012, wieś zamieszkiwało 691 osób, w tym 328 kobiet i 363 mężczyzn.
W 2001 roku rozkład populacji względem narodowości i przynależności etnicznej wyglądał następująco:
- Słowacy – 24,64%
- Czesi – 0,64%
- Polacy – 0,16%
- Romowie – 2,07%
- Węgrzy – 70,91%

Ze względu na wyznawaną religię struktura mieszkańców kształtowała się w 2001 roku następująco:
- Katolicy rzymscy – 90,62%
- Ewangelicy – 1,75%
- Ateiści – 3,97%
- Nie podano – 1,75%